# Helmholtzia acorifolia
Helmholtzia acorifolia là một loài thực vật có hoa trong họ Philydraceae. Loài này được F.Muell. mô tả khoa học đầu tiên năm 1866.